# ChatGPT Deep Research
Deep Research – agent AI zintegrowany z ChatGPT, który generuje raporty na określony temat zadany przez użytkownika. Raport jest generowany przez autonomicznie przeglądanie sieci przez 5–30 minut.

## Agent
Potrafi interpretować i analizować tekst, obrazy i pliki PDF. Opiera się na dostrojonej wersji modelu o3.
Według OpenAI, Deep Research czasami powoduje halucynacje, potrafi wyciągać nieprawidłowe wnioski i do tego może mieć trudności z odróżnieniem źródeł wiarygodnych od plotek oraz może nie przekazywać dokładnie niepewności.